# ライアン・ハリソン
ライアン・ハリソン（Ryan Harrison, 1992年5月7日 - ）は、アメリカ・ルイジアナ州シュリーブポート出身の男子プロテニス選手。これまでにATPツアーでシングルス1勝、ダブルス4勝を挙げる。自己最高ランキングはシングルス40位、ダブルス16位。身長185cm、体重84kg。右利き、バックハンド・ストロークは両手打ち。
2017年、全仏オープン男子ダブルスでマイケル・ヴィーナスとのペアで優勝。

## 選手経歴
プロテニス選手だった父親の影響で、2歳からテニスを始める。

### 2016年 グランドスラム3回戦進出
2016年全米オープン男子シングルスでは2回戦で第5シードのミロシュ・ラオニッチに6-7(4), 7-5, 7-5, 6-1で勝利。3回戦でマルコス・バグダティスに敗れた。

### 2017年 全仏ダブルス優勝 ツアー初優勝
2017年メンフィス・オープンで初めてシングルスの決勝に進出。決勝でニコロズ・バシラシビリに勝利し、ツアー初優勝を果たす。全仏オープンではマイケル・ヴィーナスとのペアでグランドスラムダブルス初優勝を果たした。

## ATPツアー決勝進出結果

### シングルス: 4回 (1勝3敗)
| 大会グレード                    |
| グランドスラム (0–0)            |
| ATPファイナルズ (0–0)           |
| ATPツアー・マスターズ1000 (0–0) |
| ATPツアー・500シリーズ (0–0)    |
| ATPツアー・250シリーズ (1–3)    |

| サーフェス別タイトル |
| ハード (1–3)         |
| クレー (0–0)         |
| 芝 (0–0)             |
| カーペット (0–0)     |

| 結果   | No. | 決勝日        | 大会       | サーフェス    | 対戦相手               | スコア         |
| ------ | --- | ------------- | ---------- | ------------- | ---------------------- | -------------- |
| 優勝   | 1.  | 2017年2月19日 | メンフィス | ハード (室内) | ニコロズ・バシラシビリ | 6–1, 6–4       |
| 準優勝 | 1.  | 2017年7月30日 | アトランタ | ハード        | ジョン・イスナー       | 6–7(6), 6–7(7) |
| 準優勝 | 2.  | 2018年1月7日  | ブリスベン | ハード        | ニック・キリオス       | 4–6, 2–6       |
| 準優勝 | 3.  | 2018年7月29日 | アトランタ | ハード        | ジョン・イスナー       | 7–5, 3–6, 4–6  |

### ダブルス: 6回 (4勝2敗)
| 結果   | No. | 決勝日        | 大会         | サーフェス    | パートナー             | 対戦相手                                        | スコア              |
| ------ | --- | ------------- | ------------ | ------------- | ---------------------- | ----------------------------------------------- | ------------------- |
| 優勝   | 1.  | 2011年7月10日 | ニューポート | 芝            | マシュー・エブデン     | ヨハン・ブルンストロム アディル・シャマスディン | 4–6, 6–3, [10–5]    |
| 優勝   | 2.  | 2012年7月22日 | アトランタ   | ハード        | マシュー・エブデン     | グザビエ・マリス マイケル・ラッセル             | 6–3, 3–6, [10–6]    |
| 準優勝 | 1.  | 2017年2月19日 | メンフィス   | ハード (室内) | スティーブ・ジョンソン | ブライアン・ベイカー ニコラ・メクティッチ       | 3–6, 4–6            |
| 優勝   | 3.  | 2017年5月7日  | エストリル   | クレー        | マイケル・ヴィーナス   | ダビド・マレーロ トミー・ロブレド               | 7–5, 6–2            |
| 優勝   | 4.  | 2017年6月10日 | 全仏オープン | クレー        | マイケル・ヴィーナス   | サンティアゴ・ゴンザレス ドナルド・ヤング       | 7–6(5), 6–7(4), 6–3 |
| 準優勝 | 2.  | 2018年7月29日 | アトランタ   | ハード        | ラジーブ・ラム         | ニコラス・モンロー ジョン・パトリック・スミス   | 6–3, 6–7(5), [8–10] |

## シングルス成績
略語の説明
| W | F | SF | QF | #R | RR | Q# | LQ | A | Z# | PO | G | S | B | NMS | P | NH |

W=優勝, F=準優勝, SF=ベスト4, QF=ベスト8, #R=#回戦敗退, RR=ラウンドロビン敗退, Q#=予選#回戦敗退, LQ=予選敗退, A=大会不参加, Z#=デビスカップ/BJKカップ地域ゾーン, PO=デビスカップ/BJKカッププレーオフ, G=オリンピック金メダル, S=オリンピック銀メダル, B=オリンピック銅メダル, NMS=マスターズシリーズから降格, P=開催延期, NH=開催なし.
| 大会           | 2010 | 2011 | 2012 | 2013 | 2014 | 2015 | 2016 | 2017 | 2018 | 2019 | 2020 | 通算成績 |
| -------------- | ---- | ---- | ---- | ---- | ---- | ---- | ---- | ---- | ---- | ---- | ---- | -------- |
| 全豪オープン   | 1R   | 1R   | 1R   | 2R   | 1R   | LQ   | 1R   | 2R   | 3R   | 2R   | A    | 5–9      |
| 全仏オープン   | LQ   | 1R   | 1R   | 2R   | LQ   | A    | LQ   | 1R   | 1R   | LQ   |      | 1–5      |
| ウィンブルドン | LQ   | 2R   | 2R   | 1R   | 1R   | LQ   | LQ   | 2R   | 2R   | A    |      | 4–6      |
| 全米オープン   | 2R   | 1R   | 2R   | 1R   | 1R   | 1R   | 3R   | 1R   | 1R   | LQ   |      | 4–8      |